# Allium balcanicum
Allium balcanicum — вид рослин з родини амарилісових (Amaryllidaceae); поширений на Балканському півострові.

## Опис
Цибулина яйцювата або еліпсоїдно-яйцювата, 10–18 × 5–10 мм; зовнішні оболонки коричневі, прикріплені до основи цибулини, укриваючи стебло до 2 см. Стебло прямовисне, жорстке, заввишки 8–20 см, вкрите листовими піхвами від 3/4 до цілої довжини. Листків 4, ниткоподібні, субциліндричні, завдовжки 4–10 см, майже голі або волосисті з розсіяними притиснутими волосками. Суцвіття одностороннє, 3–15-квіткове; квітконіжки завдовжки 5–28 мм. Оцвітина циліндрично-глекоподібна, завдовжки 6–7 мм; її листочки рожеві або пурпурувато-рожеві з пурпурним відтінком; серединна жилка пурпурувато-коричнева, зовнішні — яйцювато-ланцетні, цілі, затуплені, 1.7–2 мм ушир, внутрішні — лінійно-довгасті, округлі й погризені на верхівці, 1.4–1.5 мм ушир. Тичинки з білими нитками; пиляки від рожевувато-білих до пурпуруватих. Коробочка триклапанна, еліпсоїдна, 4.5–5 × 3.5–3.8 мм. 2n = 16.
Період цвітіння: серпень — листопад.

## Поширення
Поширений на Балканському півострові. Цей вид зустрічається в декількох горах Балканського півострова, зокрема в Північній Греції, Західній Болгарії, Північній Македонії, Сербії та Албанії. Зростає рідко в скелястих місцях на висоті понад 1000 м.